# Psephenus palpalis
Psephenus palpalis is een keversoort uit de familie keikevers (Psephenidae). De wetenschappelijke naam van de soort werd in 1923 gepubliceerd door George Charles Champion.